# Saint-Coutant, Charente
Saint-Coutant är en kommun i departementet Charente i regionen Nouvelle-Aquitaine i västra Frankrike. Kommunen ligger  i kantonen Champagne-Mouton som ligger i arrondissementet Confolens. År 2022 hade Saint-Coutant 212 invånare.

## Befolkningsutveckling
Antalet invånare i kommunen Saint-Coutant
Referens:INSEE